# Walter Arencibia Rodríguez
Walter Arencibia Rodríguez (Holguín, Provincia de Holguín, 21 de julio de 1967) es un Gran Maestro Internacional de ajedrez cubano.

## Palmarés
Fue dos veces ganador del Campeonato de Cuba de ajedrez, en 1986 y 1990. Participó representando a Cuba en nueve Olimpíadas de ajedrez en 1986, 1990, 1994, 1996, 1998, 2000, 2002, 2004 y 2006.
Fue campeón juvenil de Cuba de ajedrez, en 1985, y por lo tanto participó en el Campeonato mundial juvenil de ajedrez en 1986 en Gausdal, Noruega que ganó, por lo que la Federación Internacional de Ajedrez le concedió el título de maestro internacional. Fue dos veces ganador del Campeonato abierto de ajedrez de Canadá, en 2006 empatado con Abhijit Kunte, y en 2011 empatado con Joel Benjamin y Dejan Bojkov